# جان وین (داروشناس)
سِر جان رابرت وین (۲۹ مارس ۱۹۲۷ - ۱۹ نوامبر ۲۰۰۴) داروشناس انگلیسی بود که در درک اینکه آسپرین چگونه اثرات مسکنی و ضدالتهابی را تولید می‌کند، نقش داشت. اقدامات وی به ابداع نوع جدیدی از روش درمان برای بیماری‌های قلبی و عروقی و معرفی بازدارنده‌های آنزیم مبدل آنژیوتانسین منجر شد. او در سال ۱۹۸۲ به‌همراه سونه بریسترم و بنگت ساموئلسون به‌خاطر کشفیاتشان درباره پروستاگلاندین و مواد فعال زیستیِ مرتبط با آن، برنده جایزه نوبل فیزیولوژی و پزشکی شد.